# Улица Кардашова
Улица Кардашова — улица в историческом центре Воронежа (Центральный район), начинается от улицы Орджоникидзе и идёт до Проспекта Революции. Протяжённость улицы около 400 метров.

## История

Памятник Есенину и Есенинская аллея

Была спланирована в середине 1950-х годов внутри существующей городской застройки, застроена в конце 1950-х — начале 1960-х годов. Получила название Ново-Алексеевская, по несколько переиначенному названию соседней улицы Алексеевского в форме «Алексеевская».
На участке улицы от улицы Карла Маркса до улицы Орджоникидзе был устроен бульвар, в его начале установлен памятник русскому поэту Сергею Есенину, работы скульптора Анатолия Бичукова. Памятник был торжественно открыт в 2007 году. Бульвар с памятником получил название «Есенинская аллея». В 2023 году памятник отремонтирован
Современное название улицы в память Николая Николаевича Кардашова (1873—1920), русского революционера-большевика, в октябре 1917 года Кардашов стал первым председателем Воронежского губкома РСДРП(б), с 1918 по 1919 год занимал должности председателя Губернского совета народного хозяйства, председателя губисполкома, по-прежнему возглавляя большевистскую организацию.

## Достопримечательности
Памятник Есенину

## Известные жители

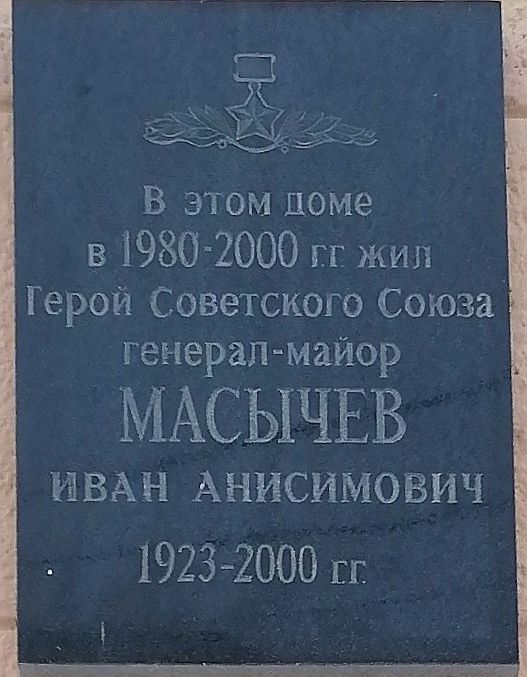

д. 2 — И. А. Масычев (мемориальная доска)